# Kamija Kaoru
Kamija Kaoru (神谷 薫; Hepburn: Kaoru Kamiya) egy kitalált szereplő Vacuki Nobuhiro Ruróni Kensin című manga és anime sorozatában. A sorozat cselekményében nagyon fontos szerepet tölt be.
Kaoru egy fiktív kendzsucu-stílusnak, a Kamija kassin-rjúnak a mestere. Ő igazgatja elhunyt apja dódzsóját, kiábrándító eredményekkel. Tanoncai közül valamennyien kiléptek az iskolából, mert félnek a magát „Hitokiri Battószainak” nevező orgyilkostól, aki nyílt mészárlásokat rendez az utcán. Az imposztort végül a valódi Battószai győzi le, aki nem más, mint a barátságos vándor, Himura Kensin. Kaoru kérésére Kensin a dódzsóban marad, aki az ellátást házimunkával honorálja.
Kaoru és Kensin között a cselekmény haladtával gyengéd érzelmek alakulnak ki, azonban az egykori hitokiri nem szeretné, hogy a szerelmük beteljesüljön. Kensin a múltban elkövetett bűnei miatt lemondott a boldogságról. Kaoru szerepel az animesorozatból készült egész estés filmben, az egyik OVA-sorozatban és a legtöbb Ruróni Kensin videójátékban.

## A szereplő megalkotása és az alapelgondolás
Vacuki azt írta a manga első kötetében, hogy Kaorut nem mintázta senkiről, és a megjelenéséhez sem használt fel semmilyen modellt, ellentétben a manga számos szereplőjével. Azt írta, hogyha mindenképpen meg kéne neveznie egyet, akkor a Rjóma no Koibito című regény Csiba Szanako nevű szereplőjét választaná. Szerette volna, ha Kaoru „parancsolós” természete megközelíti az Ikenami Sótaró Kenkjaku Sóbai című regényében fellelhető Szaszaki Mifujuét. Ennek ellenére a végeredmény - saját bevallása szerint - egy teljesen átlagos lány lett.
Vacuki úgy hitte, hogy a sorozat hölgy olvasói könnyen azonosulhatnak Kaoruval. Kezdetben még csak nem is gondolt rá, hogy összeboronálja Kensinnel. A szerző szerette volna még „cukibbra” és „divatosabbra” rajzolni a megjelenését, de végül a szegényesebb stílus mellett döntött. Kaoru lófarka és a kendó közötti párhuzamot a „hagyományos” szóval illette. Bár szerette megrajzolni a szereplőt, Vacuki szerint a haja néha „kínszenvedés” volt. A manga végén Kaoru új frizurát kap. Vacuki úgy érezte, hogy a lófarka nélkül már nem elég karakterisztikus, de egy édesanyához másféle hajviseletet képzelt el.
Mikor pár hölgy rajongó megkérte Vacukit, hogy meséljen Kaoru harcmodorának előnyeiről és gyengeségeiről, a rajzoló így határozta meg ezeket: "korához képest elég erős" és "több dózsó-igazgatót is képes legyőzni" valamint "nemzetközi világbajnokságokon megnyerné az aranyérmet". De ha Kensinnel vagy Szanoszukével kéne megküzdenie, alulmaradna.

## A szereplő ismertetése

### Kapcsolatai és személyisége
Kaoru a Kamija kassin-rjú instruktora. A lány az apja által - Kamija Kosidzsiró - kifejlesztett kendzsucu-stílust viszi tovább. Kosidzsiró a szeinan-háborúban vesztette életét. A történet elején önerőből működteti a dódzsót, de tanítványok híján fél az elvesztésétől. Végül bekövetkezik a félelme, de Kensin megmenti őt és az iskoláját.
Kaoru önálló, féltékeny, bátor, makacs és segítőkész. Képes meglátni a jót az emberekben, habár naivitása nem egyszer veszélybe sodorja az életét. Ezen kívül gyatra szakács is, barátai pedig állandóan szóvá teszik eme hiányosságát. Féltékenysége és makacssága ellenére önzetlen.
Már a sorozat kezdetétől szerelmes Himura Kensinbe, a történet haladtával pedig érzelmei még jobban elmélyülnek az egykori orgyilkos irányába. Szerelme akkor sem múlik el, mikor részletesebben is megismeri Kensin múltbéli bűntetteit. Kaoru egyik legnagyobb félelme, hogy Kensin egyszer majd újra vándorútra indul, őt magát pedig magára hagyja. Féltékeny természete akkor tör ki belőle, ha Kensint már nők karjaiban látja. Legjobb példa erre Takani Megumi, akivel gyakran került összetűzésbe. Kaorut gyakran hasonlítják egy tanukihoz.
Noha gyakran veszekszik tanítványával, Mjódzsin Jahikóval, úgy tekint a fiúra, mint méltó utódjára. Jahiko is igyekszik segíteni a mesterének, ahol csak tud. Kaoru naivan és megrendíthetetlenül hisz apja tanításában, a kacudzsin-kenben. A Kamija kassin-rjú - ellentétben a halálos szacudzsin-kennel - a kardot nem gyilkos fegyvernek, hanem más emberek megvédésére használatos eszköznek tekinti. Éppen emiatt használ bokkent a harcai során. Ezzel az elmélettel egyetlen, a háború alatt kiképzett kardforgató sem ért egyet, még maga Kensin is önámításnak nevezi. Azonban, a vándor szeretné hogy Kaoru álma valóra váljon.

### A sorozatban való szereplésének áttekintése
A sorozat egy konfrontációval indul Kensin és Kaoru között. Kaoru azzal gyanúsítja meg a vándort, hogy ő a kegyetlen Battószai, de hamar feltűnik a valódi gyilkos. Kaorut saját házvezetője, Hiruma Kihei csalja tőrbe, akiről kiderül, hogy a lány dódzsójára fájt a foga. Végül Kensin menti meg Kaourut, és felfedi előtte a kilétét, vagyis: ő az igazi Hitokiri Battószai. Kaoru megengedi neki, hogy a dódzsóban éljen vele.
Szerelme Kensin iránt az ellenségei figyelmét is felkeltette, és ezért Kaoru sokszor kerül veszélybe a sorozat alatt. Kensin csak akkor hajlandó kardot rántani a rendőrség ellen, mikor azok Kaorut fenyegetik, valamint Udó Dzsin-e Kaoru fogva tartásával veszi rá az egykori hitokirit egy halálos kimenetelű kardpárbajra. A Tokió-fejezet végén Kensin elköszön Kaorutól, és Kiotóba vándorol. Ettől a lány mély depresszióba esik, de később összeszedi magát, és Kensin után indul tanítványával.
A Dzsincsú-fejezetben Jukisiro Enisi, Jukisiro Tomoe bosszúszomjas öccse Kaorut használja fel, hogy Kensint megbüntesse. Társaival betör a Kamija-dódzsóba, és megrendezi a fiatal lány halálát. Egy karddal átszúrt bábot hagy hátra, Kaourut pedig elrabolja. Kensin gyászában elhagyja barátait, hogy a Száműzöttek Falujába vonul. Enisi Kaoruval beszélgetve ráébred, mennyire hasonlítanak egymásra Tomoéval, így nem tudja bántani a foglyot. Miután rájön, hogy Kaoru életben van, Kensin hat társával elutazik Enisi szigetére, hogy végleg leszámoljon néhai sógorával. Miután Kensin győzedelmeskedett a csatában, Enisi még meg is menti Kaoru életét Vu Heisin leállításával. Kensin és Kaoru barátaikkal visszatérnek Tokióba, Enisit pedig letartóztatják. Évekkel később összeházasodnak, és születik egy gyermekük is, Himura Kendzsi.

### Képességei és készségei
Kaoru a Kamija kassin-rjú (神谷活心流) művelője. Harcai során egy bokkent - fakardot - használ, melyet a haladók szoktak használni nagyobb sebezhetősége miatt. A tanítványok - mint Jahiko - egy sinait forgatnak.
Kaoru mestertanoncként ismeri a stílus valamennyi titkos, mesterszintű technikáját. Az első, a Hadome során Kaoru kezeivel keresztet formálva a feje fölött kapja el a rá lesújtó támadást hátsó kézfejével, miközben a bokkene valamelyik kezében van. Ha jól használják, akkor már bevethető a második titkos támadás, a Havatari, mely a Kamija kassin-rjú offenzív technikája. Ez az ellentámadás a Hadome pozíciójából hajtható végre. Kaoru összeszorítja a csukóit, félrerántja az ellenfél fegyverét, így a lefegyverezett ellenség védtelen marad a támadásokkal szemben.
A stílus tanulói törött fegyverrel is képesek harcolni. A Cuka no gedan: hiza hisigi nevű támadással Kaoru az ellenfél térdéhez szorítja a bokkene markolatát, majd nagy erő kifejtésével eltöri rajta a markolatot. Az ellenség térde így eltörik, használhatatlanná téve így a lábát. Kaoru ezt a technikát a Hondzsó Kamatari elleni harcában mutatja be, melyből ő kerül ki győztesen.

## Megjelenése a manga- és animesorozaton kívül

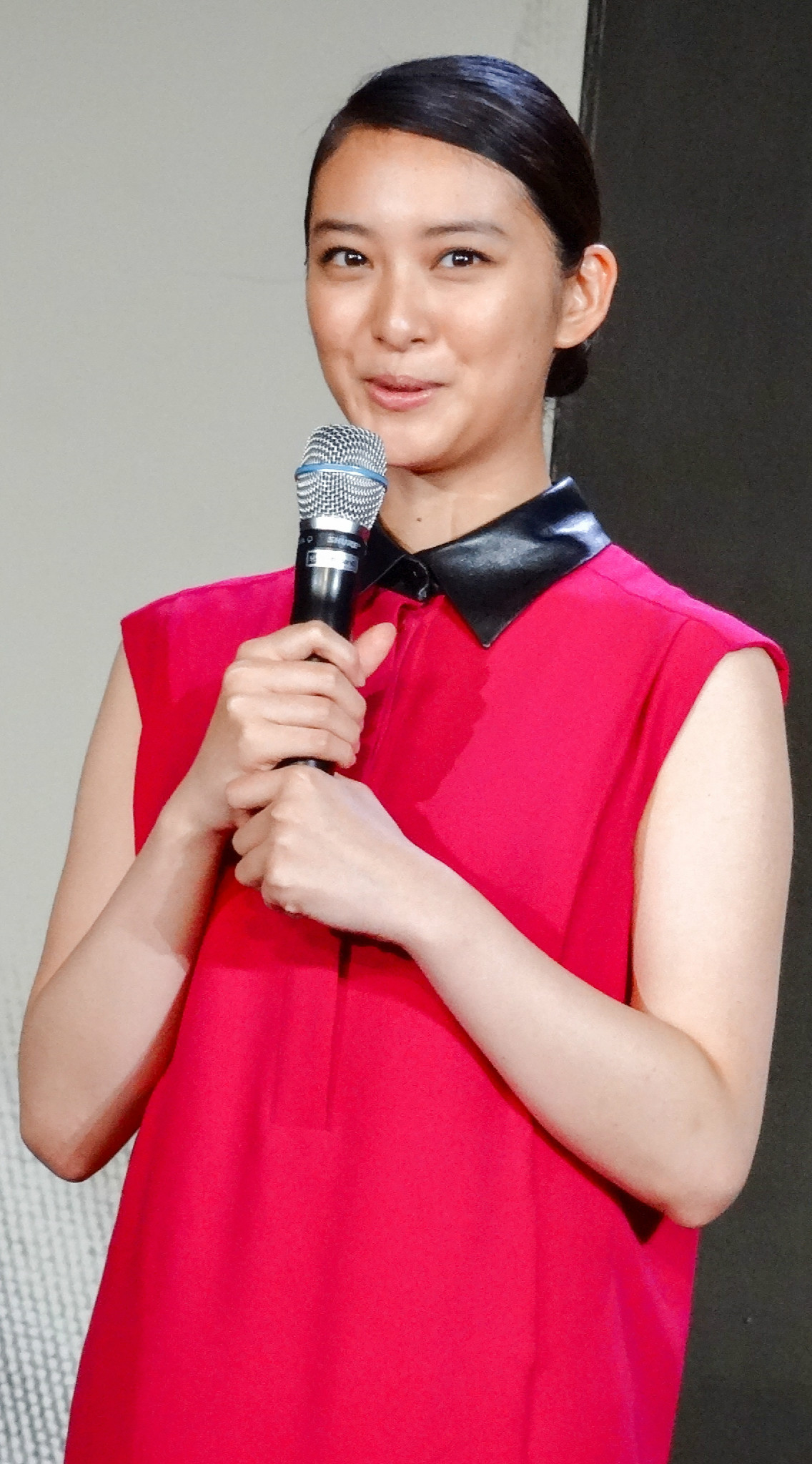
Takei Emi

Kaoru a Ruróni Kensin: Szeiszóhen című OVA-ban is feltűnik, mint Kensin felesége és a fiuk anyja. Kensin ismét vándorolni kezd, hogy segíthessen embereken, Kaoru pedig elengedi. Kensint azonban megtámadja egy ismeretlen vírus. Hogy Kaoru osztozhasson férje fájdalmán, meggyőzi Kensint, hogy fertőzze meg őt is nemi aktus során. Kensin ezután az első kínai–japán háborúba megy, nem harcolni, hanem segítséget nyújtani a károsultaknak. Mikor újra találkoznak, Kensin Kaoru karjaiba hullik, aki észreveszi, hogy a vándor arcáról teljesen eltűnt a kereszt alakú sebhely, ezzel jelképezve a halálát.
A Ruróni Kensin indulása előtti „pilot” fejezet egyikében, az Egy kardforgató története a Meidzsi-romantika korábólban (melyet Vacuki 1992-ben publikált), Kaoru Jahiko és Megumi testvéreként szerepel. Hasonlóan a szerző korábbi ötleteihez, ez is módosításra került a sorozat mainstream sónen mangává alakítása közben.
Kaoru szerepel az eddig megjelent valamennyi Kensin videójátékban, de pusztán mint kisegítő karakter, ahogy az a Jump Super Stars című játékban is megfigyelhető.
Az élőszereplős filmsorozatban Takei Emi alakítja.

## Kritikák és a szereplő megítélése
Kaoru nagyon népszerűnek bizonyult az olvasók körében. A szereplők népszerűségét mérő listákon mindig a negyedik vagy az ötödik helyen végzett. Vacuki szerint Szakurai Tomo hangja a hangoskönyvben nem volt se „túl üresfejű”, se „túl magas” és se „túl alacsony”. Tömérdek Kaourut ábrázoló reklámtermék jelent meg a japán piacon, mint például plüssök, kulcstartók és karkötők. Egy Fudzsitani Mikivel - aki Kaoru hangját kölcsönözte a sorozatban - készült interjúban a szeijú megjegyezte, hogy az OVA-sorozatra Kaouru teljesen más nő lett, mint az animesorozatban.
Kaoru rengeteg pozitív visszajelzésre talált a médiában. Mikor Carlos Ross, a T.H.E.M. Anime Reviews kritikusa beceneveket adott a Ruróni Kensin szereplőinek, Kaorut a „belevaló lány” elnevezéssel illette. Megan Lavey a Mania Enterttainmenttől megjegyzte, hogy Kaoru a mangasorozatban „jóval bölcsebb”, mint az animesorozatban. Az About.com „Top 8 Anime Love Stories” listáján Kaoru és Kensin kapcsolata a 8. helyen végzett, mivel Katherine Luther azt mondta róla, hogy az övék „klasszikusan romantikus” kapcsolat.
Hasonlóan Himura Kensinhez, Kaoru OVA-béli szereplése is visszatetszést váltott ki a kritikusokból. Efrain Diaz Jr. az IGN-től azt mondta Kensin és Kaoru a Szeiszóhenben látott közös pillanatairól, hogy néhány pillanat megindító, néhány pedig szörnyű. Mike Crandol az Anime News Networktől azt mondta, hogy amíg Kaoru külső átalakításai jól sikerültek a Szeiszóhenben, addig a jelleme erősen ellentétes volt a mangában látott „kislányosan bájos” szereplővel, és hogy „az alkotók megpróbálták úgy megrajzolni, hogy emlékeztessen Tomoéra”.

## Fordítás
Ez a szócikk részben vagy egészben  a   Kamiya Kaoru című angol Wikipédia-szócikk fordításán alapul.  Az eredeti cikk szerkesztőit annak laptörténete sorolja fel. Ez a jelzés csupán a megfogalmazás eredetét és a szerzői jogokat jelzi, nem szolgál a cikkben szereplő információk forrásmegjelöléseként.